# SLPX 17600
Az alábbi lista tartalmazza az LPX-SLPX-SLPXL 17600-as katalógusszám szerinti magyarországi hanglemez megjelenéseket. Ez a lista az 1979 és 1982 között megjelent hanglemezeket tartalmazza.
| Katalógusszám    | Év   | Formátum | Label  | Előadó                      | Cím                               |
| ---------------- | ---- | -------- | ------ | --------------------------- | --------------------------------- |
| SLPXL 17601      | 1979 | LP       | Pepita | ABBA                        | Voulez-Vous                       |
| SLPX 17602       | 1980 | LP       | Pepita | Saturnus                    | Saturnus                          |
| SLPX 17603       | 1980 | LP       | Pepita | Korda György                | Lady N                            |
| SLPX 17604       | 1979 | LP       | Pepita | Delhusa Gjon                | Delhusa Gjon                      |
| SLPX 17605       | 1979 | LP       | Pepita | Kati és a Kerek Perec       | Kati és a Kerek Perec             |
| LPX 17606        | 1979 | LP       | Pepita | Karády Katalin              | Karády Katalin                    |
| SLPX 17607       | 1979 | LP       | Pepita | Pepita Favorit              | Various (Válogatás)               |
| SLPX 17608       | 1981 | LP       | Pepita | Bergendy                    | Aranyalbum                        |
| SLPX 17610       | 1980 | LP       | Pepita | Light Symphony              | Mezítláb a fűben                  |
| SLPX 17611       | 1980 | LP       | Pepita | Máté Péter                  | Szívhangok                        |
| SLPX 17612       | 1980 | LP       | Pepita | Zalatnay Sarolta            | Tükörkép                          |
| SLPX 17613       | 1979 | LP       | Pepita | Bontovics Kati              | Ártatlan bűn                      |
| SLPX 17615       | 1979 | LP       | Pepita | Koós János                  | Koós 3                            |
| SLPX 17616       | 1979 | LP       | Pepita | Mini                        | Úton a Föld felé                  |
| SLPX 17617       | 1980 | LP       | Pepita | Acker Bilk                  | Klarinet                          |
| SLPX 17619-17620 | 1979 | 2LP      | Pepita | Omega                       | Élő Omega Kisstadion'79           |
| SLPX 17621       | 1979 | LP       | Pepita | Piramis                     | 4-A nagy buli                     |
| SLPX 17622       | 1980 | LP       | Pepita | A rendíthetetlen ólomkatona | Various (Válogatás)               |
| SLPX 17623       | 1979 | LP       | Pepita | Disco Party                 | [ 16 ]                            |
| SLPX 17626       | 1980 | LP       | Pepita | Záray Márta és Vámosi János | Ének az esőben                    |
| SLPX 17627       | 1980 | LP       | Pepita | V'Moto Rock                 | II.                               |
| SLPX 17628       | 1980 | LP       | Pepita | Dinamit                     | Dinamit                           |
| SLPX 17629       | 1980 | LP       | Pepita | Skorpió                     | Új Skorpió                        |
| SLPX 17630       | 1980 | LP       | Pepita | Kovács Kati                 | Tíz                               |
| SLPX 17631       | 1980 | LP       | Pepita | Edda Művek                  | Edda Művek                        |
| SLPX 17632       | 1980 | LP       | Pepita | Bágya András dalai          | Más ez a szerelem                 |
| SLPX 17633       | 1980 | LP       | Pepita | Korál                       | Korál                             |
| SLPX 17634       | 1980 | LP       | Pepita | Ihász Gábor                 | Ihász                             |
| SLPX 17636       | 1980 | LP       | Pepita | Szűcs Judith                | Meleg az Éjszaka                  |
| SLPX 17637       | 1980 | LP       | Pepita | Neoton Família              | Marathon                          |
| SLPX 17638       | 1980 | LP       | Pepita | Apostol                     | Apostol 2                         |
| SLPX 17639       | 1981 | LP       | Pepita | Horváth Jenő dalai          | Baracknyílás idején               |
| SLPX 17640       | 1981 | LP       | Pepita | Benkó Dixieland Band        | Blues                             |
| SLPX 17641       | 1980 | LP       | Pepita | Szörényi Levente            | Hazatérés                         |
| SLPX 17642       | 1980 | LP       | Pepita | Bródy János                 | Hungarian Blues                   |
| SLPX 17643       | 1980 | LP       | Pepita | Halász Judit                | Mákosrétes                        |
| SLPX 17644       | 1980 | LP       | Pepita | Nagy Olasz Slágerek         | Various                           |
| SLPX 17645       | 1980 | LP       | Pepita | Hungaria                    | Rock'N Roll Party                 |
| SLPX 17646       | 1980 | LP       | Pepita | Universal                   | Volt-e Más Bolond                 |
| SLPX 17647       | 1980 | LP       | Pepita | Mini                        | Koncert                           |
| SLPX 17648       | 1980 | LP       | Pepita | Hobo Blues Band             | Középeurópai Hobo Blues           |
| SLPX 17649       | 1982 | LP       | Pepita | Ruttkai Éva                 | Ruttkai                           |
| SLPX 17650       | 1980 | LP       | Pepita | Fényes Szabolcs             | Csak egy kis emlék                |
| SLPX 17651       | 1981 | LP       | Pepita | Dimenzió                    | Dimenzió                          |
| SLPX 17652-17653 | 1980 | 2LP      | Pepita | Locomotiv GT                | Loksi                             |
| SLPXL 17654      | 1980 | LP       | Pepita | Boney M                     | Oceans Of Fantasy                 |
| SLPX 17655       | 1980 | LP       | Pepita | Omega/Locomotiv GT/Beatrice | Kisstadion'80                     |
| SLPX 17656       | 1981 | LP       | Pepita | Cseh Tamás                  | Műcsarnok                         |
| SLPX 17657       | 1981 | LP       | Pepita | Karthago                    | Karthago                          |
| SLPXL 17658      | 1981 | LP       | Pepita | The Beatles                 | A Hard Day's Night                |
| SLPX 17659       | 1981 | LP       | Pepita | Cserháti Zsuzsa             | Többé nincs megállás              |
| SLPX 17660       | 1981 | LP       | Pepita | Bojtorján                   | Csavargódal                       |
| SLPX 17661       | 1981 | LP       | Pepita | Hofi Géza                   | Te, figyelj haver                 |
| SLPX 17662       | 1981 | LP       | Pepita | Panta Rhei                  | Panta Rhei                        |
| SLPX 17663       | 1981 | LP       | Pepita | Piramis                     | Erotika                           |
| SLPX 17664       | 1981 | LP       | Pepita | Edda Művek                  | Edda Művek 2                      |
| SLPX 17665       | 1981 | LP       | Pepita | Eszményi Viktória           | Eszményi                          |
| SLPX 17666       | 1981 | LP       | Pepita | Skorpió                     | Zene tíz húrra és egy dobosra     |
| SLPX 17667       | 1981 | LP       | Pepita | Disco Party 2               | Various                           |
| SLPX 17668       | 1981 | LP       | Pepita | Korda György                | Szeptember volt                   |
| SLPX 17669       | 1981 | LP       | Pepita | Kati és a Kerek Perec       | Szerpentin                        |
| SLPX 17670       | 1981 | LP       | Pepita | Express                     | Időgép                            |
| SLPX 17671       | 1981 | LP       | Pepita | Katona Klári                | Titkaim                           |
| SLPX 17672       | 1981 | LP       | Pepita | Koncz Zsuzsa                | Menetrend                         |
| SLPXL 17673      | 1981 | LP       | Pepita | ABBA                        | Super Trouper                     |
| SLPX 17674       | 1982 | LP       | Pepita | Color                       | Új Színek                         |
| SLPX 17675       | 1981 | LP       | Pepita | Komár László                | I                                 |
| SLPX 17676       | 1982 | LP       | Pepita | Muszikás                    | Nem úgy van most, mint volt régen |
| SLPX 17677       | 1982 | LP       | Pepita | Top 12                      | Various                           |
| SLPX 17678       | 1981 | LP       | Pepita | Neoton Família              | A Família                         |
| SLPX 17679       | 1981 | LP       | Pepita | East                        | Játékok                           |
| SLPX 17680       | 1981 | LP       | Pepita | P.Mobil                     | Mobilizmo                         |
| SLPX 17681       | 1981 | LP       | Pepita | Deák Big Band               | Azok a húszas évek                |
| SLPX 17682       | 1981 | LP       | Pepita | Szűcs Judith                | Ilyen ma egy lány                 |
| SLPX 17683       | 1982 | LP       | Pepita | Korál                       | A túlsó part                      |
| SLPX 17684       | 1981 | LP       | Pepita | Hungaria                    | Hotel Menthol                     |
| SLPX 17685       | 1981 | LP       | Pepita | Dinamit                     | A Híd                             |
| SLPX 17686-17687 | 1981 | 2LP      | Pepita | Illés                       | A Koncert                         |
| SLPX 17688       | 1982 | LP       | Start  | Pandora's Box               | P.Box                             |
| SLPX 17689       | 1982 | LP       | Pepita | Ákos Stefi                  | Ákos Stefi                        |
| SLPX 17690       | 1981 | LP       | Pepita | Omega                       | Az Arc                            |
| SLPX 17691       | 1982 | LP       | Krém   | The Super Trio              | Together Alone                    |
| SLPX 17692       | 1982 | LP       | Krém   | Füsti Balogh Együttes       | Kis Rákfogó                       |
| SLPX 17693       | 1982 | LP       | Krém   | Saturnus                    | Csigaházak                        |
| SLPX 17694       | 1982 | LP       | Pepita | Hobo Blues Band             | Oly Sokáig voltunk lenn           |
| SLPX 17695       | 1982 | LP       | Start  | 100 Folk Celsius            | Country                           |
| SLPX 17696       | 1982 | LP       | Pepita | V'Moto Rock                 | Gyertyák                          |
| SLPX 17697       | 1982 | LP       | Start  | KFT                         | Macska az úton                    |
| SLPXL 17698      | 1982 | LP       | Pepita | Greatest Hits               | Various                           |
| SLPX 17699       | 1982 | LP       | Pepita | Tessék Választani 1982      | Various                           |

## Lásd még
- Hungaroton
- Hanglemez
- Dorogi hanglemezgyár
- SLPX 17500
- SLPX 17900
- SLPM 17900
- SLPM 17800